# Каризо Спрингс (Тексас)
Каризо Спрингс (енгл. Carrizo Springs) град је у америчкој савезној држави Тексас. По попису становништва из 2010. у њему је живело 5.368 становника.

## Демографија
Према попису становништва из 2010. у граду је живело 5.368 становника, што је 287 (5,1%) становника мање него 2000. године.
| Група             | 2000.         | 2010.         |
| Белци             | 572 (10,1%)   | 444 (8,3%)    |
| Афроамериканци    | 76 (1,3%)     | 72 (1,3%)     |
| Азијати           | 62 (1,1%)     | 39 (0,7%)     |
| Хиспаноамериканци | 4.932 (87,2%) | 4.808 (89,6%) |
| Укупно            | 5.655         | 5.368         |